# Hippeastrum canterai
Hippeastrum canterai é uma planta bulbosa herbácea perene florida, da família Amaryllidaceae, nativa do Uruguai.

## Taxonomia
Descrito por José Arechavaleta em 1899.